# Accacidia lyrifora
Accacidia lyrifora är en insektsart som beskrevs av Irena Dworakowska 1979. Accacidia lyrifora ingår i släktet Accacidia och familjen dvärgstritar. Inga underarter finns listade i Catalogue of Life.